# Eleitorado de Baden
O Eleitorado de Baden ou, na sua forma portuguesa, de Bade (em alemão: Kurfürstentum Baden) foi um estado do Sacro Império Romano-Germânico entre 1803 e 1806, que teve Carlos Frederico como príncipe-eleitor. Napoleão concedeu o cargo de príncipe-eleitor do Sacro Império em 1803; mas isso não durou, uma vez que o imperador Francisco II, alguns anos mais tarde, dissolveria império, em 1806. Para equilibrar isso, Carlos Frederico tornou-se "Grão-Duque". 

## História
Com a erupção da Revolução Francesa, a Marca de Bade foi unida sob  Carlos Frederico, mas ele não detinha um território compacto. Sua área total foi de apenas cerca de 1 350 quilômetros quadrados. Composto por um número de distritos isolados, encontrando-se em várias localidades do Reno superior, Carlos Frederico comprometeu-se a adquirir as extensões intermediárias de terra e assim dar unidade territorial para seu Estado.
Sua oportunidade de engrandecimento territorial surgiu durante as Guerras Revolucionárias Francesas. Quando a guerra eclodiu entre a Primeira República Francesa e a Monarquia de Habsburgo, em 1792, a Marca de Baden lutou junto à Casa de Habsburgo. Consequentemente, seu país foi devastado e em 1796 o marquês foi obrigado a pagar uma indenização e a ceder seus territórios, na margem esquerda do Reno, para a primeira República francesa. A sorte, no entanto, logo retornaria ao seu lado.
Em 1803 com a Mediatização Alemã, em grande parte devido aos bons ofícios do czar Alexandre I da Rússia, ele recebeu a Diocese de Constança, parte do Eleitorado do Palatinado e outros distritos menores, juntamente com a dignidade de um príncipe-eleitor. Mudando de lado em 1805, ele lutou por Napoleão, com o resultado que pela Paz de Pressburg, naquele ano ele obteve a Brisgóvia e outros territórios em detrimento do Império Austríaco.
Em 1806, os eleitores assinaram a Rheinbundakte, juntando-se à Confederação do Reno. Suportado pela dissolução do Sacro Império, ele declarou a soberania, tornando-se o Grão-Ducado de Baden e recebeu outras adições territoriais.

## Território
O Eleitorado compreendia :
- A Marca de Baden
- seguintes territórios cedeu o § 5º da Resolução Reichsdeputationshauptschluss de 25 de fevereiro de 1803
  - o Bispado de Constança
  - parte do Bispado de Speyer localizado na margem esquerda do Reno
  - parte do Bispado de Basel, na margem esquerda do Reno, a saber: o Bailiado de Schlingen
  - a parte do Bispado de Estrasburgo sobre a margem esquerda do Reno, ou seja: os redutos de Oberkirch em Ortenaukreis e Ettenheim, a Brisgóvia
  - uma parte do Condado do Palatino do Reno, ou seja: os redutos de Ladenburg, Bretten e Heidelberg, com as cidades de Heidelberg e Mannheim
  - Bailiado de Hessian, de Lichtenau e Willstätt
  - O Senhorio de Lahr
  - as abadias de Schwarzach, Frauenalb, Allerheiligen, enclausurar Lichtenthal, Gengenbach Ettenheim-Munster, Petershausen, Reichenau, Oehningen, o reitor e a área de Odenheim e a Abadia de Salmasweiler
  - As vilas imperiais da cidade de Offenburg, Zell, Gengenbach, Überlingen, Biberach, Pfullendorf e Bad Wimpfen

O Tratado de Pressburg adicionou a Brisgóvia (com a exceção do litoral no Reino de Württemberg e, em parte, a leste de uma linha traçada desde o Schlegelberg até o Molbach e as cidades e territórios de Willingen e Brentigen e o Ortenaukreis, a cidade de Constança e a Comenda de Meinau.

## Religião
Depois da Associação Católica da Marca de Baden-Baden com a luterana Marca de Baden-Durlach forma-se a Marca de Baden, em 1771, que foi regido pelo princípio Cuius regio, eius religio, recebeu o eleitorado recém formado através da incorporação do Palatinado um território distinto, reformada, apesar da religião do oficial ser protestante, a maioria da população era católica,. Assim, o príncipe-eleitor tinha três das principais denominações cristãs em seu território recém criado.